# Olga Valeská
Olga Kopecká-Valeská, též Olga Kopecká-Waleská, (28. března 1941 Pelhřimov – 20. srpna 2022) byla česká dopisovatelka, překladatelka, rozhlasová novinářka a komentátorka Svobodné Evropy. Byla věřící katoličkou.

## Život
Část svého dětství strávila s rodiči v Nigérii, kde byl její otec v letech 1946–1949 zaměstnán firmou Baťa. Zde také chodila do anglické školy. S matkou se pak vrátila do vlasti (její matka se nechala rozvést) a žila v Lošticích.
Navštěvovala jedenáctiletou střední školu v Litovli a úspěšně zde odmaturovala. Z politických důvodů nedostala doporučení k vysokoškolskému studiu. Doma tedy studovala dějiny umění a jazyky jako samouk a rovněž poslouchala rádio Svobodná Evropa.
Byla nositelkou papežského řádu svatého Řehoře Velikého za zásluhy na obraně náboženské svobody a křesťanských hodnot za své aktivity za totality.

## Kariéra ve Svobodné Evropě
V roce 1963 odešla Olga Kopecká s matkou a bratrem do Nizozemska. Její matka se vdala za nizozemského občana, a emigrace jim tedy byla povolena. Kopecká pak v letech 1963–1964 studovala (díky svým jazykovým znalostem, nizozemštinu se naučila jako samouk) na univerzitě v Leydenu slavistiku.
V Nizozemsku kontaktovala redakci Rádia Svobodná Evropa, byla pozvána do Mnichova a stala se dopisovatelkou stanice v Nizozemsku. Následně pracovala v samotné mnichovské redakci. Pseudonym Valeská si zvolila po své prababičce.
Pro Rádio Svobodná Evropa pracovala od roku 1965, překládala texty a tisk z angličtiny a sestavovala menší rozhovory. Později se věnovala produkci samostatných pořadů – pořadů pro mládež a dále pořadu Panorama (přehled příspěvků celého týdne doplněný zajímavostmi z USA), zajímavosti ze světa, přehledy zahraničního tisku a různých pořadů kulturních. Po více než deseti letech pak mohla začít psát politické komentáře. Snažila se také prosazovat do vysílání duchovní pořady, jakými byly například úvahy Jana Čepa, texty Alexandra Heidlera nebo Přemysla Pittera. V době pražského jara pracovala s Rozinou Jadrnou-Pokornou v hudebním pořadu na přání posluchačů z Československa.
V roce 1985 se zasloužila o zavedení tzv. „záznamníkového telefonu“, tedy telefonní linky, na niž bylo možné volat i z Československa, i když s technickými omezeními (po dvou minutách se spojení přerušilo, aby se nedalo zjistit číslo, z něhož se telefonovalo).
V únoru 1989 se Olga Kopecká stala zástupkyní ředitele české redakce Rádia Svobodná Evropa. V této funkci setrvala do roku 2002, její poslední pozicí bylo místo ředitelky českého vysílání.
V rámci svého působení ve Svobodné Evropě však dle tvrzení Jana Čulíka cenzurovala rozhlasové příspěvky.